# Kostel svatého Jana Nepomuckého (Brod nad Dyjí)
Kostel svatého Jana Nepomuckého je římskokatolický chrám v obci Brod nad Dyjí v okrese Břeclav. Je chráněn jako kulturní památka České republiky.
Kostel byl vystavěn ve druhé polovině osmnáctého století, na věži je letopočet 1781, jak o tom svědčí letopočet na věži. Ve dvacátém století byla rozšířena hudební kruchta. 
Jedná se o jednolodní stavbu s odsazeným kněžištěm, k jehož severní zdi přiléhá čtyřboká sakristie. Fasády člení hluboké vpadlé výplně, v nichž jsou prolomena okna se segmentovým záklenkem. zařízení je klasicistní z doby vzniku kostela.
Jde o farní kostel farnosti Brod nad Dyjí.

## Galerie

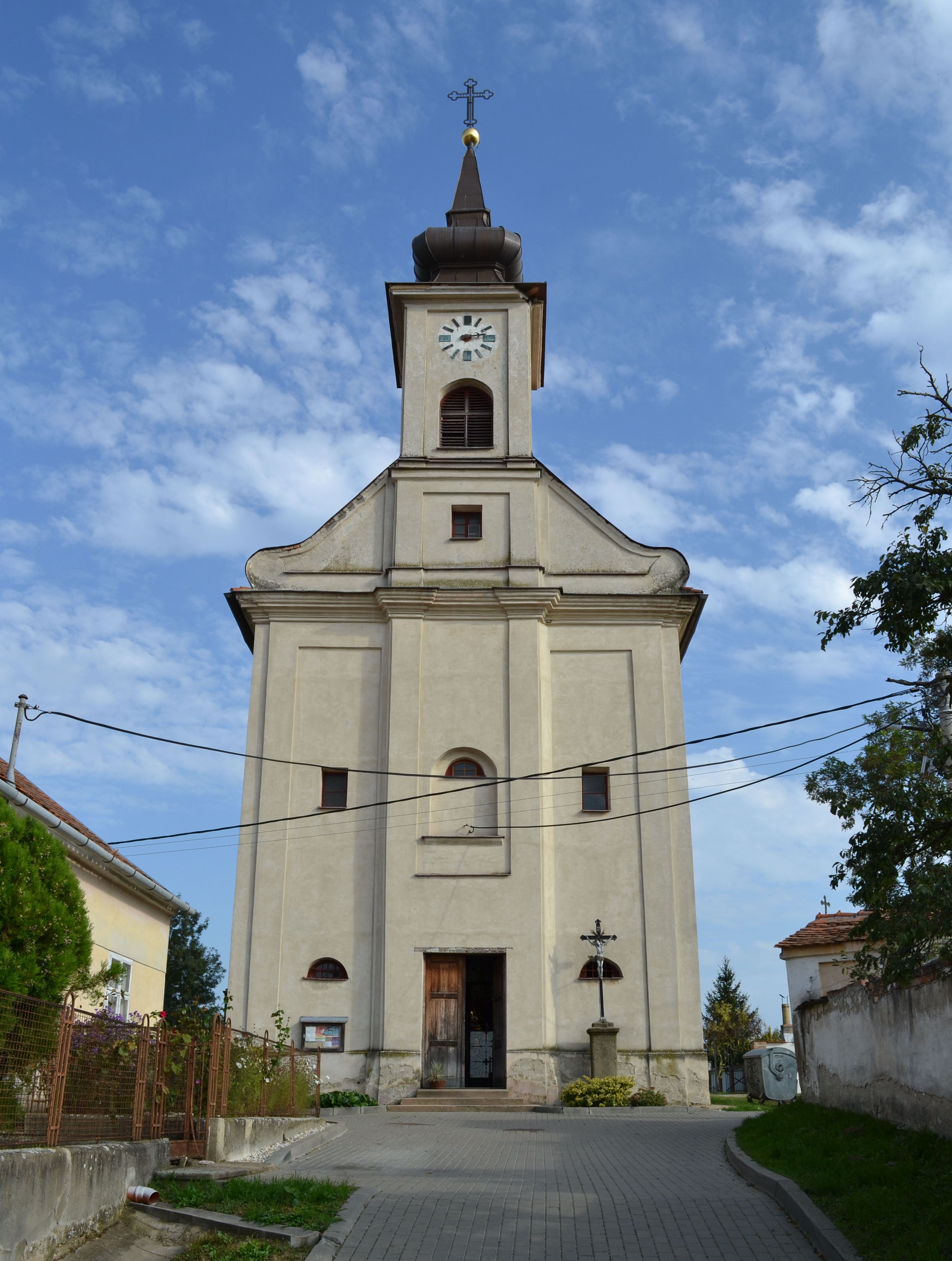
západní průčelí
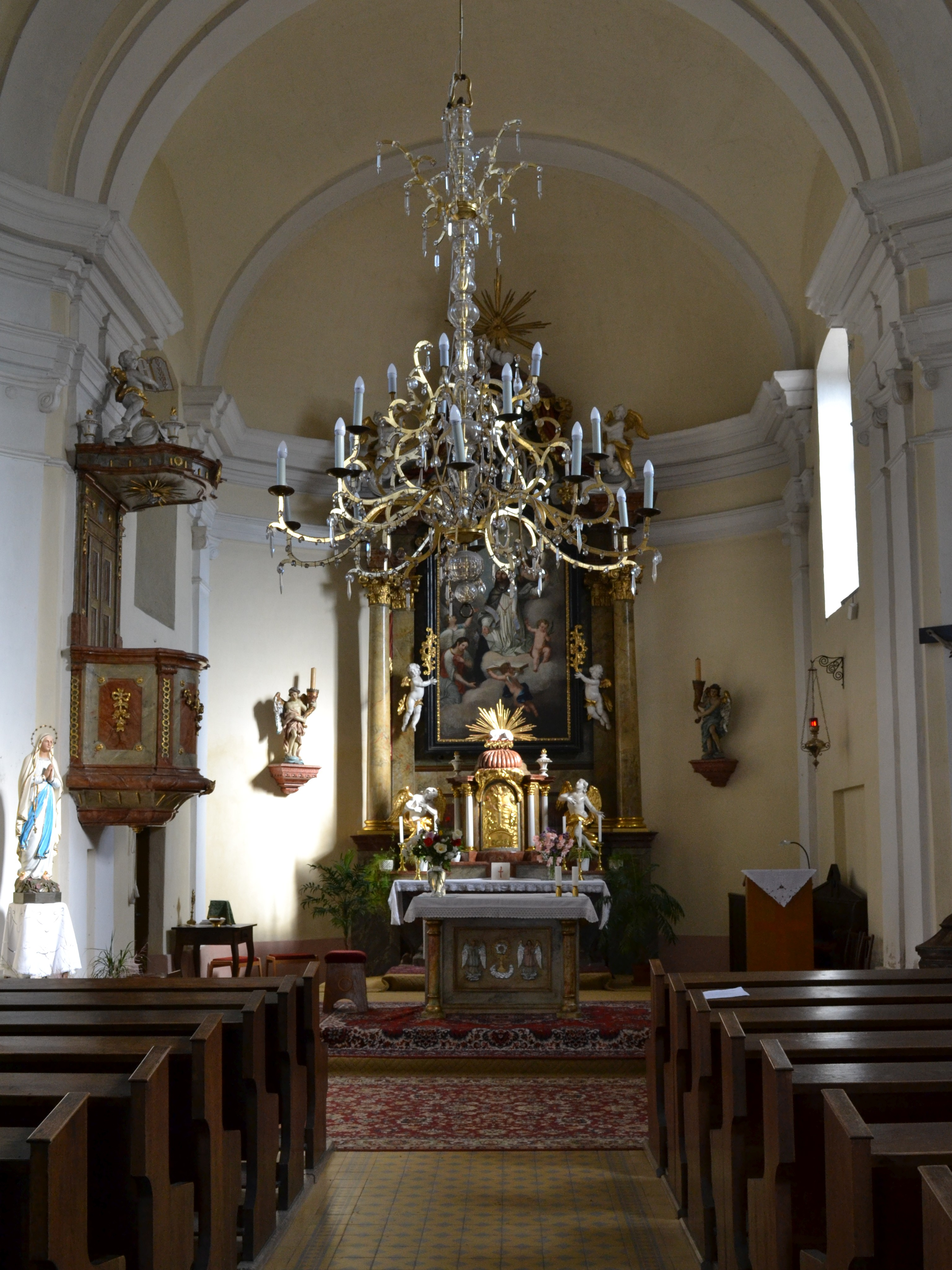
interiér